# 本国寺 (山梨県身延町)
本国寺（ほんごくじ）は、山梨県南巨摩郡身延町下山にある日蓮宗の寺院。山号は長栄山。旧本山は身延山久遠寺、鏡師法縁(善学会)。

## 歴史

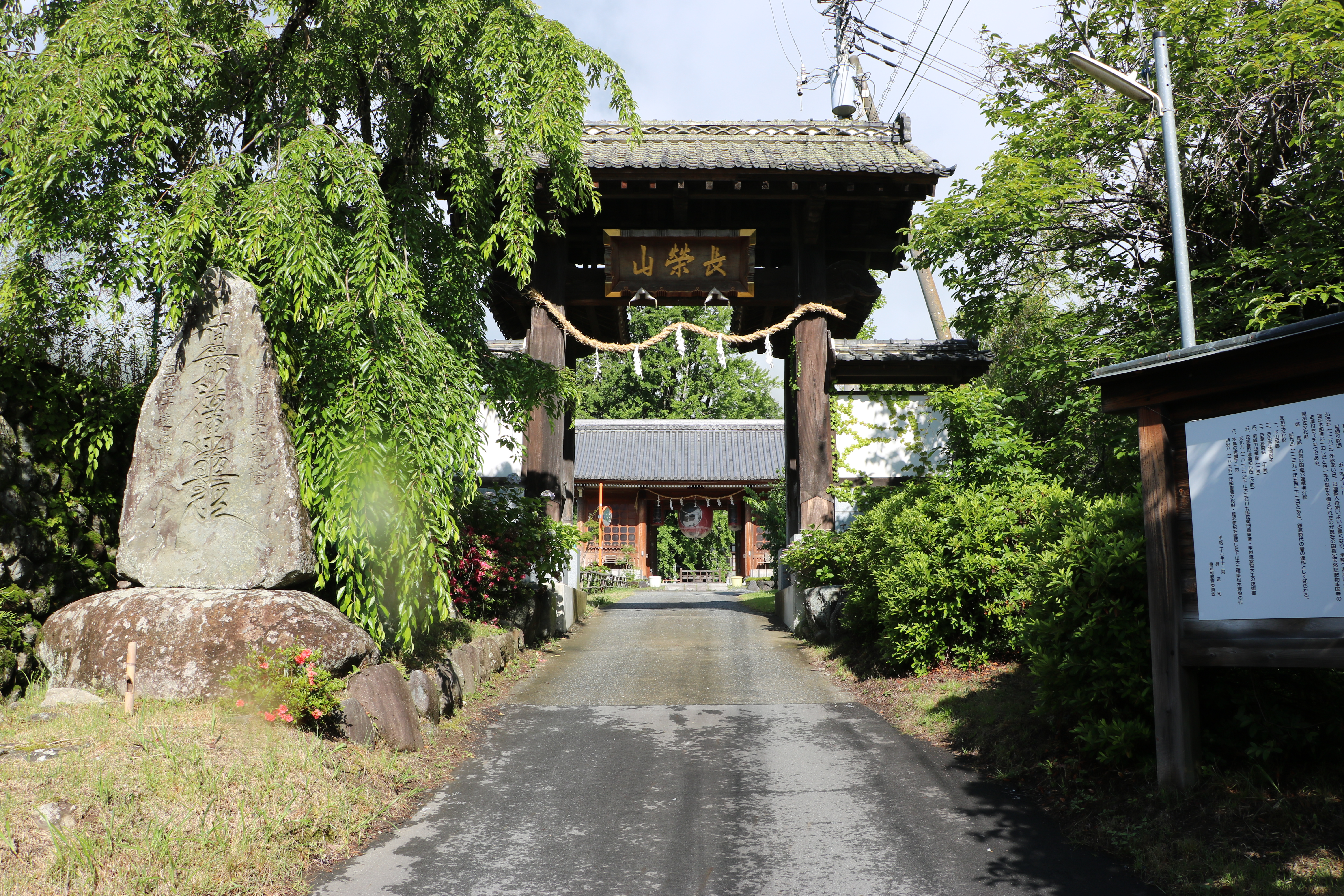
山門（2019年6月撮影）

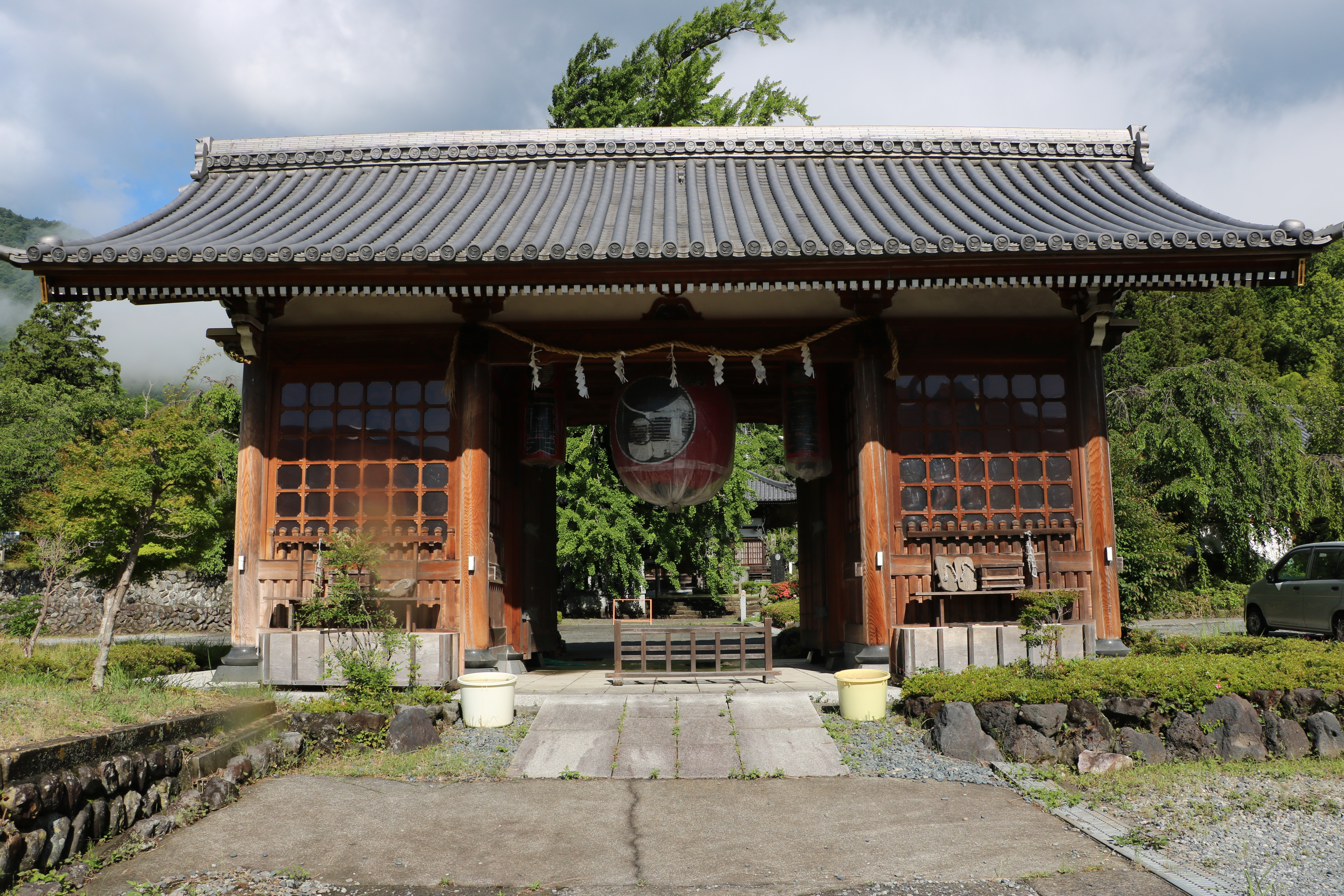
仁王門（2019年6月撮影）

- 文応元年（1260年）に下山城内に下山光基が建立した持仏堂（平泉寺）が起源。

## 文化財
- 国指定天然記念物
  - 本国寺のオハツキイチョウ - 1929年（昭和4年）4月2日指定[1]
- 山梨県指定文化財
  - 磬
- 身延町指定文化財
  - 古仏高祖御厨子 - 石川久左衛門作
  - 木鼻の唐獅子 - 松木輝殷作

## 参考資料
- 日蓮宗寺院大鑑編集委員会『宗祖第七百遠忌記念出版 日蓮宗寺院大鑑』大本山池上本門寺 (1981年)
- 市川智康『日蓮聖人の歩まれた道』水書房
- 『日本の天然記念物』講談社